# Mord an Rathenau
Mord an Rathenau ist ein DDR-Fernsehfilm über die Ermordung des deutschen Außenministers Walther Rathenau im Jahr 1922.

## Handlung
Als Walther Rathenau den Vertrag von Rapallo mit Sowjetrussland unterzeichnete, stieß dieser Schritt in rechten und reaktionären Kreisen auf große Ablehnung, und es mehrten sich die Drohungen gegen ihn. Neben Rathenau selbst ist die Hauptfigur des Films Horst Bergmann, ein (fiktiver) Cousin von Ernst Werner Techow. Wie Techow war er Soldat im Ersten Weltkrieg und danach Mitglied der Brigade Ehrhardt, distanzierte sich aber dann von deren Zielen. Er kann sich keine eigene Wohnung leisten und lebt bei seiner Freundin Hilde und deren Bruder Fritz.
Bergmann lernt Rathenau persönlich kennen, da er der Neffe von Rathenaus Hausarzt ist und dieser ein gutes Wort für ihn einlegt, damit er eine Anstellung bei den früher von Rathenau geleiteten AEG-Werken bekommt.
Techow plant mit seinen ehemaligen Freikorps-Kameraden Erwin Kern und Hermann Fischer ein Attentat auf Rathenau. Die Organisation Consul, die im Hintergrund die Fäden in der Hand hält, erwartet als Reaktion Unruhen und Gewalt von Seiten der Arbeiter; man möchte die Republik schwächen und einen Bürgerkrieg heraufbeschwören. Die Gruppe will Bergmann überzeugen, mitzumachen, dieser lehnt Gewalt gegen politische Gegner aber ab. Er überzeugt sie, sich eine Rede Rathenaus anzuhören, in der Hoffnung, dessen Argumente könnten sie überzeugen. Sie bleiben aber bei ihren Plänen, die sie nun ohne Bergmann umsetzen wollen.
Bergmann warnt Rathenau vor einem möglichen Anschlag auf sein Leben, geht aus Kameradschaft zu seinen ehemaligen Mitkämpfern aber nicht ins Detail und nennt keine Namen. Rathenau scheint die Warnung nicht allzu ernst zu nehmen. Hilde und Fritz kritisieren Bergmann dafür, dass er ein „Wanderer zwischen zwei Welten“ sei und sich in den politischen Kämpfen der Zeit nicht klar auf ihre Seite stelle.
Inzwischen besorgen sich Techow, Kern und Fischer Waffen und ein Auto. Als am 24. Juni 1922 Rathenau im offenen Wagen von seinem Haus ins Auswärtige Amt fährt, überholen sie ihn und erschießen ihn aus dem fahrenden Wagen. Die von ihnen erhofften Straßenkämpfe bleiben aus, da die linken Parteien eine Einheitsfront bilden und die Arbeiter nur friedlich protestieren. Als nach den dreien öffentlich gefahndet wird, geht Techow ein letztes Mal zu Bergmann, um sich Geld für seine Flucht zu leihen, was Bergmann ihm auch widerwillig gibt – allerdings verbunden mit der Ankündigung, im Fall eines Prozesses auch über die Hintermänner des Anschlags auszusagen.
Techow wird von der Polizei festgenommen, einige Zeit später sterben Kern und Fischer in einem Schusswechsel mit der Polizei. Bergmann ist verbittert, dass er das Attentat nicht verhindern konnte und nun auch dessen Drahtzieher nicht belangt werden. Da klingeln zwei Herren an seiner Tür, die sich als Kriminalbeamte ausgeben und ihn wegen einer Aussage mitnehmen wollen. Bergmann ist zunächst froh, endlich auspacken zu können, doch die vermeintlichen Beamten sind in Wahrheit Schergen der Organisation Consul, die seine Aussage verhindern wollen. Sie fahren mit ihm in ein Waldstück, wo sie ihn erschießen.

## Produktion
Der Film wurde vom DEFA-Studio für Spielfilme produziert, am 23. November 1961 im Fernsehen der DDR zum ersten Mal ausgestrahlt und später mehrfach wiederholt. 2014 erschien er bei Icestorm auf DVD.